# Manfred Borchard
Manfred Borchard (* 28. April 1950 in Freiburg im Breisgau; † 30. September 2016 ebenda) war ein deutscher Schriftsteller und Herausgeber hauptsächlich von Werken der Science-Fiction und unheimlichen Phantastik.

## Biografie
Borchard arbeitete als gelernter Schriftsetzer in einer kleinen Druckerei und danach als Spielhallenaufsicht. 1999 heiratete er Marita Gumper. Die Ehe blieb kinderlos.
Borchard begeisterte sich seit dem vierzehnten Lebensjahr für die Science-Fiction und phantastische Literatur im weitesten Sinne. Er begann bereits in der Pubertät mit dem Schreiben, doch wurden seine Geschichten von den Verlagen unkommentiert zurückgeschickt. Sein Durchbruch erfolgte mit der Veröffentlichung zweier Storys auf der Leserkontaktseite der Perry-Rhodan-Serie. Von Helmut Ehls wurde er eingeladen, im SF-Korrespondenzring „Space of Galaxy“ mitzuwirken und in der Vereinszeitschrift „Fire World“ Stories zu veröffentlichen. Als Ehls den Briefklub verließ, um sein eigenes Fanzine (PHALANX) zu gründen, holte er Borchard als Co-Herausgeber an Bord. PHALANX machte Borchard zum begehrtesten Autor des Fandoms.
1984 beendete Borchard seine aktive Schreibphase, sein kreativer Dämon habe ihn verlassen, sagte er später. Er hatte einen Punkt erreicht, wo er nach zehn Jahren erstmals keine Ideen, keine Notizen zu weiteren Storys mehr auf Lager hatte.

## Literarisches Schaffen
Borchard publizierte ab 1976 in fast allen Fanzines, zum Beispiel in Exodus, Outside, Karthago, Fantasia, Time Gladiator, Solaris, Sagittarius und vielen weiteren. In den 80er Jahren gelang es ihm, in verschiedenen Anthologien zu veröffentlichen. Auch sind gelegentlich seine pointierten  Kürzestgeschichten auf den Leserkontaktseiten der PR- und Atlan-Serie erschienen.
Während seines kurzen Comebacks Mitte der 90er-Jahre (es erschienen noch einige neue Geschichten im von Jörg Weigand herausgegebenen Phantastischen Oberrhein und Exodus) konnte er jedoch nicht wieder an seine Glanzzeit 1975–1984 anknüpfen. Eine späte Anerkennung wurde ihm vom EDFC (Erster Deutscher Fantasy Club) zuteil, der ab 2002 eine Gesamtausgabe seiner Geschichten (allerdings nicht in chronologischer Reihenfolge) in fünf Bänden publizierte: Erst Der Blechlecker, dann Die Sternenkirche, Fünfstein, Der Zeitarzt und zuletzt Sternenfreiheit (Science Fiction Blues, Band 5, 2007).
Borchards Themen entstammen überwiegend dem Golden Age der Science Fiction: Roboter und Liebesmaschinen, Mars und fremde Planeten, Invasionen und UFOs. Das Besondere ist der ausgetüftelte, mal poetische, mal sarkastische Stil, die Verquickung mit philosophischen Themen, dem Alltäglichen, seinem eigenen Leben. „Seine Protagonisten“, schreibt Frank G. Gerigk im Vorwort zum ersten Band der Werkausgabe SF-Blues im edfc-Verlag, „sind keine Supermänner, im Gegenteil. Oft sind es Raumfahrer, die in eigenartige Situation kommen, Schriftsteller oder Briefeschreiber. Immer sind sie Underdogs, Anti-Helden, Getriebene, mit ihrem Schicksal Hadernde (...). Sie bleiben in ihrer Charakterisierung selbst als Hauptfiguren etwas blass, sind stilidentische Klone, Zulieferer von Ideen und Stichwörtern oder symbolische Vertreter der Gewöhnlichkeit.“

## Bibliographie
Science Fiction Blues (gesammelte Erzählungen, Erster Deutscher Fantasy Club)
- 1 Der Blechlecker (2002)
- 2 Die Sternenkirche (2003)
- 3 Fünfstein (2004)
- 4 Der Zeitarzt (2005)
- 5 Sternenfreiheit (2007)

Kurzgeschichten
- Psychoterror, Die Entscheidung. In: Perry Rhodan Band 720, Juni 1975.
- Selektion. In: Fire World, 1976.
- Mahlzeit. In: Phalanx 1, 1976.
- Roboter a.W. In: Phalanx 2, nachgedruckt in: Erd-Chroniken, Freiburg: Dreisam-Verlag, 1976.
- Wie die Wölfe. In: Exodus/Phalanx-Sonderband, 1977.
- Angesichts Seiner. In: Atlan, Band 321, 1977.
- Automatenmärchen. In: Phalanx 9, 1977, nachgedruckt als Die Fan-Story des Monats im Perry Rhodan Magazin Nr. 3/1979.
- Hüter meines Bruders. In: Phalanx 11, 1978, nachgedruckt in: Eros. Hrsg. Thomas LeBlanc, München: Goldmann, 1982. ISBN 978-3442234172.
- Park der toten Raketen. In: Terra Astra Nr. 374, Hrsg. v. William Voltz, 1978.
- Der Saurier. In: Spinnenmusik. Hrsg. v. Wolfgang Jeschke, München: Heyne, 1979. ISBN 3-453-30559-0.
- Der Zeitarzt. In: Computerspiele. Hrsg. v. Roland Rosenbauer, München: Heyne, 1979. ISBN 9783453306486.
- Freies Land. In: Exodus 11, 1979.
- Modell Eva. In: Eawy (1980), nachgedruckt in: Skyline, ID Verlag, 1984.
- Nietzsche Passion. In: Solaris Story Reader 3. Hrsg. v. Karl-Heinz Schmitz, Übergrenzen-Verlag, 1982.
- Lichtsaison. In: Halley. Hrsg. v. Thomas LeBlanc, München: Goldmann, 1984.
- Bericht an keine Akademie. In: Zwei Engel der Nacht. Hrsg. v. Jörg Weigand, Markt Rettenbach: Fabylon, 2011. ISBN 9783927071339.